# Boomerang (dokumentarfilm)
Boomerang er en dansk dokumentarfilm instrueret af Hakon Mielche.